# Morbillivirus
Morbillivirus és un gènere de virus dins la família Paramyxoviridae de l'ordre Mononegavirales. Molts membres d'aquest gènere cause malalties i són molt infecciosos.

## Taxonomia
- Canine distemper virus
- Cetacean Morbillivirus
- Measles virus
- Peste-des-petits-ruminants virus
- Phocine distemper virus
- Rinderpest virus